# 樽岸村
樽岸村（たるきしむら）は、かつて北海道寿都郡に存在した村である。

## 沿革
- 1923年（大正12年）4月1日 - 北海道二級町村制施行により寿都郡樽岸村、湯別村の区域を以て樽岸村が発足。
- 1955年（昭和30年）1月15日 - 字建岩・樽岸・小川・浜中・上湯別・下湯別・丸山（一部）・五十嵐（一部）は寿都郡寿都町・歌棄郡歌棄村・磯谷郡磯谷村と合併し寿都町を新設。字五十嵐（一部）・中ノ川・添別・目名・月越・丸山（一部）は、寿都郡黒松内村・歌棄郡熱郛村と合併し三和村を新設。同日樽岸村廃止。